# Fiat 341 A
Le châssis d'autocar Fiat 341/A est un modèle destiné aux carrossiers spécialisés argentins pour des autocars de ligne desservant les très longues distances, fabriqué par le constructeur argentin Fiat V.I. Argentina à partir de 1969.

## Présentation
Ce châssis est le premier de la marque en Argentine. Il reprend les éléments du camion Fiat 619, dans sa première série avec la face avant type "baffo". 
Le Fiat 341/A sera utilisé et très apprécié essentiellement par les compagnies de transport sur les lignes de très longs parcours très fréquentées dans toute l'Amérique latine. La structure de son châssis reprend celui très robuste du camion Fiat 619 et dispose d'un réservoir de carburant de 425 litres ce qui lui assure une autonomie de plus de 1 400 km.
Ses qualités de robustesse, la fiabilité de sa mécanique et son confort de haut niveau, avec une suspension pneumatique, en feront un véhicule très recherché. Il connaitra deux versions, le Fiat 341/A de 1969 à 1971, puis le 341/A1 en 1972. Il sera fabriqué à 122 exemplaires pendant 4 ans.

## Châssis Autocar Fiat 341/A
| Modèle      | Années de production | Type moteur      | Cylindrée cm3 | Puissance ch DIN   | PTC en tonnes |
| ----------- | -------------------- | ---------------- | ------------- | ------------------ | ------------- |
| Fiat 341/A  | 1969 - 1971          | Fiat Diesel 221H | 12 883        | 228 à 1 900 tr/min | 18,5          |
| Fiat 341/A1 | 1972 - 1972          | Fiat Diesel 221H | 12 883        | 228 à 1 900 tr/min | 18,5          |